# Platylabus massajae
Platylabus massajae är en stekelart som beskrevs av Giovanni Gribodo 1879.
Platylabus massajae ingår i släktet Platylabus och familjen brokparasitsteklar. Inga underarter finns listade i Catalogue of Life.